# WASP-25
WASP-25とは、うみへび座の方向に存在する黄色い主系列星である。

## 特徴
| 太陽 | WASP-25   |
| ---- | --------- |
| 太陽 | Exoplanet |

WASP-25は太陽と比べ金属量がわずかに少なく（太陽の85%）、主系列星の段階に入ったばかりの若い恒星であると考えられている。

## 惑星系
WASP-25の周囲を公転しているホット・ジュピターであるWASP-25bは、2010年に発見された。この惑星の平衡温度は 1212 ± 35 K である。2011年のロシター・マクローリン効果に基づく研究では、惑星の軌道が主星の自転軸に対して 14.6 ± 6.7 °ずれていることが判明した。2018年の居住可能性に関する研究では、WASP-25bはWASP-25のハビタブルゾーン内に仮に惑星が存在している場合にその惑星の軌道の安定性に悪影響を与えないことが判明した。
| 名称 （恒星に近い順） | 質量         | 軌道長半径 （天文単位） | 公転周期 (日)     | 軌道離心率 | 軌道傾斜角  | 半径               |
| --------------------- | ------------ | ----------------------- | ----------------- | ---------- | ----------- | ------------------ |
| b                     | 0.58±0.04 MJ | 0.0474±0.0004           | 3.764825±0.000005 | 0          | 88.33±0.32° | 1.26+0.06 −0.05 RJ |